# 308

308(삼백팔)은 307보다 크고 309보다 작은 자연수다.

## 수학
- 합성수로, 그 약수는 총 12개다. (1, 2, 4, 7, 11, 14, 22, 28, 44, 77, 154, 308)
  - 308의 진약수의 합은 364이므로, 308은 과잉수다.
- 7번째 칠각뿔수다. 앞의 칠각뿔수는 196, 다음은 456이다.
- {\displaystyle 308=151+157}
  - 연속하는 두 소수(素數)의 합으로 나타낼 수 있으며, 이 성질을 지닌 앞의 수는 300, 다음 수는 320이다.
- {\displaystyle 308=8^{2}+10^{2}+12^{2}}
  - 연속하는 세 짝수의 제곱합으로 나타낼 수 있으며, 이 성질을 지닌 앞의 수는 200, 다음 수는 440이다.

## 과학
- NGC 308(영어판): 고래자리 방향에 있는 항성.

## 교통

### 철도
- 부산 도시철도 3호선 사직역의 역번호.
- 대구 도시철도 3호선, 수도권 전철 3호선은 308번 역이 없고, 각각 312번, 309번 부터 시작한다.

### 도로
- 일본 308번 국도(일본어판): 오사카부 오사카시 주오구에서 나라현 나라시까지 이어지는 일본의 국도.
- 현도 제308호선

## 군사
- U-308(영어판): 제2차 세계 대전에 사용된 나치 독일의 군용 잠수함.

## 문화유산
- 대한민국의 국보 제308호: 해남 대흥사 북미륵암 마애여래좌상
- 대한민국의 보물 제308호: 전주 풍남문
- 대한민국의 사적 제308호: 완도 청해진 유적

## 방송
- KT HCN의 애니맥스 채널 번호.

## 기타
- 날짜: 3월 8일
- 연도: 308년, 기원전 308년